# Agrotis pseudocos
Agrotis pseudocos là một loài bướm đêm trong họ Noctuidae.